# Panzerspähwagen Sd.Kfz. 221
Das Sd.Kfz. 221 ist ein leichtes und leicht gepanzertes, deutsches Aufklärungsfahrzeug, entwickelt vor dem Zweiten Weltkrieg und in diesem genutzt.

## Entwicklung
Bei geheimen Manövern deutscher Verbände in der Sowjetunion erkannte das Truppenamt der Reichswehr, dass das seit 1932 gebaute Spähwagen Kfz. 13 einige Schwächen aufwies. Deshalb wurde 1935 beim Eisenwerk Weserhütte in Bad Oeynhausen mit der Entwicklung neuer Fahrzeuge auf Basis des „Einheitsfahrgestells I“ Typ Horch 801 aus dem Werk Horch (Zwickau) der Auto Union AG begonnen. Der neu geschaffene vierrädrige „leichte Panzerspähwagen 35 (MG)“ wurde bei den Aufklärungsverbänden der im März 1935 geschaffenen Wehrmacht eingegliedert.

## Produktion
Die leichten 4-Rad-Spähwagen der Wehrmacht wurden in fünf Fahrgestell-Serien gefertigt.

Erste Fahrzeuge der 1. Serie wurden 1935 bei Daimler-Benz, Deutsche Edelstahlwerke und Schichau gefertigt. Die verspätete Auslieferung der ersten 30 Fahrgestelle durch Horch erfolgte im April 1935. Die Lieferungen der ersten Serie waren mit der Auslieferung von 143 Sd.Kfz. 221 Ende 1937 und sind ab dem 20. Januar 1938 in den Stärkenachweisungen (KStN 1162 vom 01.X.1938) der Truppen zu finden. Später wurden aus dem Werk Horch im Rahmen des Kontrakts vom 27. Juli 1936 achtzehn Fahrgestelle mit einem größeren Tropenkühler für den Export nach China geliefert, davon erhielten 10 Fahrzeuge den Sd.Kfz. 221 Aufbau.

Am 16. Februar 1937 folgt ein Auftrag für 46 Sd.Kfz. 221 in der 2. Serie. Diese wurden bis November 1938 gefertigt.
Per 14. Juni 1938 erhielt Horch den Auftrag für Fahrzeuge der 3. Serie. Es wurden dabei 150 Sd.Kfz. 221 bestellt.
Nach Abschluss der dritten Serie im August 1940 wurde die Fertigung des Sd.Kfz. 221 eingestellt.

## Technische Beschreibung
Bei dem „Einheitsfahrgestell I“ (Typ Horch 801 mit 75-PS-Motor bzw. 801v mit 90 PS) mit Allradantrieb, Einzelradaufhängung und 2,8 Metern Radstand war der aus dem Horch 830 stammende wassergekühlte Achtzylinder-V-Motor samt Kühler im Heck angeordnet. Auf diesem Entwurf basierte später das „Einheitsfahrgestell II“ (Typ Horch 108/75-PS-Motor bzw. 108v/90 PS) für die schweren Einheits-PKW; diese hatten aber 3 Meter Radstand und einen Frontmotor. Während der ersten bis dritten Serie wurden die Fahrgestelle speziell für die jeweiligen Panzeraufbauten der leichten Panzerspähwagen (Pz.Sp.Wg.) gefertigt. Für die Montage des MG-Drehsockel waren bei Fertigung bereits die Bohrungen im Fahrzeugrahmen zur Befestigung bereits vorgenommen. Dieses Fahrwerk ermöglichte die Umschaltung der Lenkung von Vorderradlenkung auf Allradlenkung mit einem kleineren Wendekreis.
Die Panzeraufbauten wurden bei verschiedenen Herstellern gefertigt und hatten Stärken von 5,5 bis 8 mm, welche in entsprechenden Winkeln als beschussfest gegen die (deutsche) 7,92 mm SmK-Munition (Spitzgeschoss mit [Stahl]Kern/panzerbrechend) galten.
Die Hauptbewaffnung, ein MG auf Drehsockel konnte um 360° gedreht werden und war mit einem auf Rollen gelagerten, antriebslosen Schutzschild versehen. Anfänglich waren die Fahrzeuge mit einem 7,92-mm-MG-13 mit Magazin bzw. Patronentrommeln versehen. Die Stütze des MG konnte zur Fliegerabwehr nach oben herausgezogen werden, so dass eine Bekämpfung von Luftzielen möglich wurde. Per Befehl wurde im März 1938 das MG 13 durch das neuere 7,92-mm-MG-34 ersetzt. Die noch im Bestand befindlichen Fahrzeuge wurden ab im März 1942 mit der 2,8-cm schweren Panzerbüchse 41 (sPzB 41) nachgerüstet. Die bisher mitgeführten MP18 wurden durch MP 38 mit zwölf Magazinen ersetzt.
Ab 1941 wurde das UKW-Funksprechgerät „a“ eingebaut, das bei guten Bedingungen eine Reichweite von ca. 1 km hatte.

## Einsatz

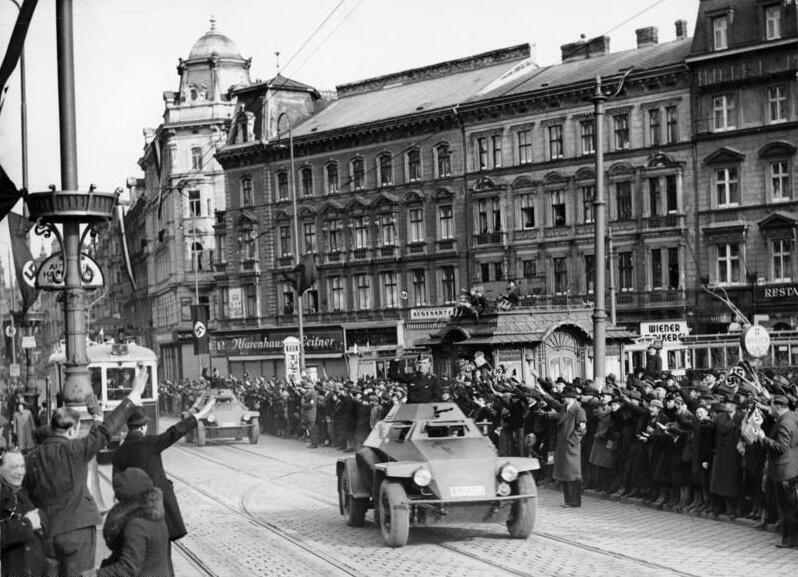
Sd.Kfz. 221 beim Einmarsch in Wien

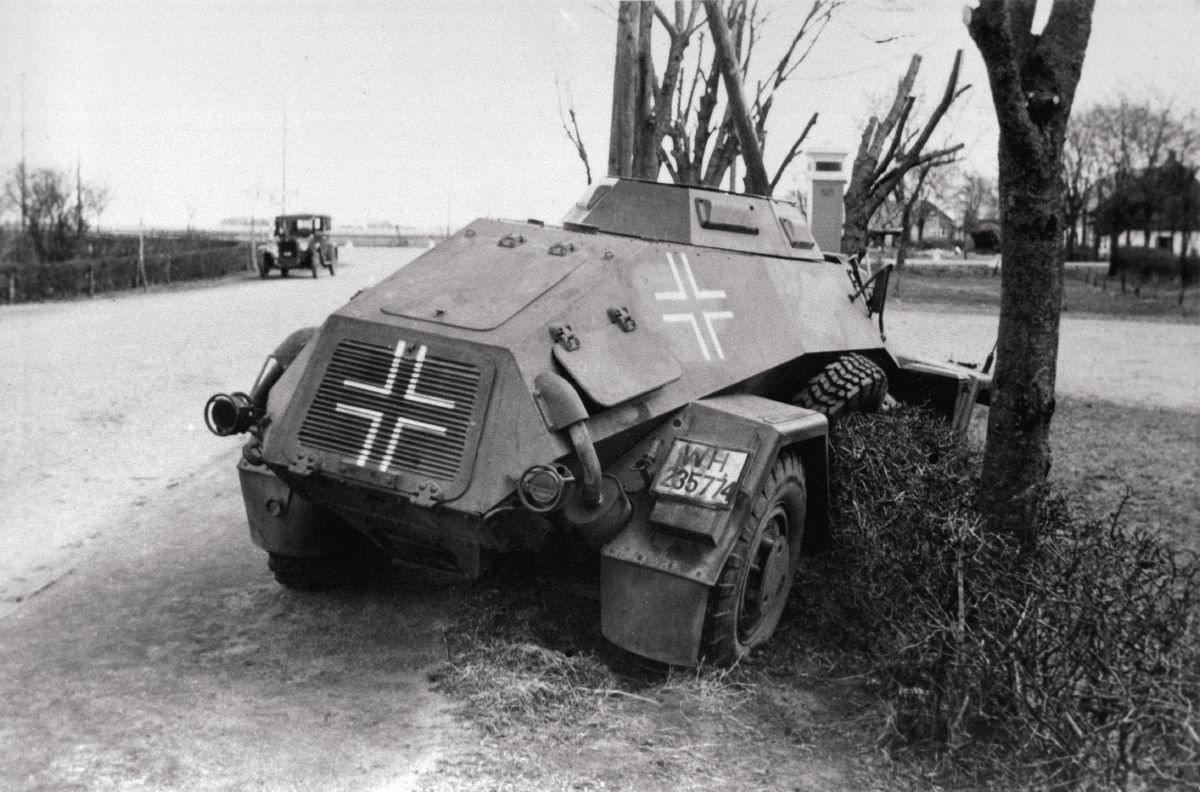
3. Ausführung Bredevad 9. April 1940

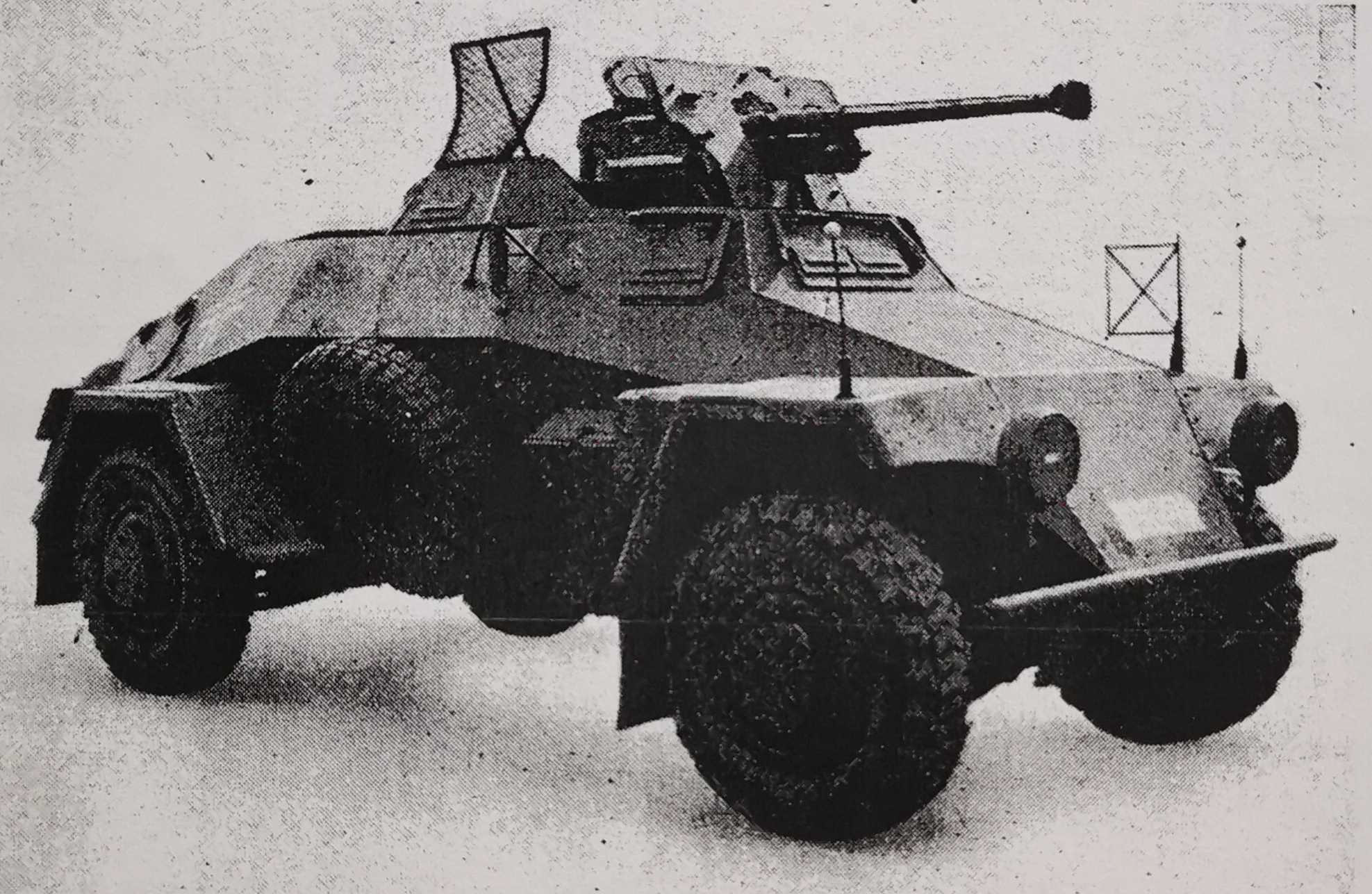
Sd.Kfz. 221 mit 2,8cm PzB 41

Das ursprüngliche Konzept, bei dem bis zu drei Sd.Kfz. 221 begleitet von einem Funkwagen (Sd.Kfz. 223) und einem Kanonenwagen (Sd.Kfz. 222) zum Schutz einen Aufklärungszug bildeten, wurde angesichts der geringen Feuerkraft und der leichten Panzerung dieser Fahrzeuge nicht lange beibehalten. Es ist zu bedenken, dass das Konzept in Zeiten entwickelt wurde, zu dem der Großteil der Aufklärungsverbände der Wehrmacht noch von berittenen Truppen gestellt wurde. Die schmalen mit einem Fahrer und einem Führer, der auch als Schütze des MG agierte, besetzten Fahrzeuge, die anfänglich sogar ohne jegliche eigene Funkausstattung operierten, hatten in Polen und Frankreich gezeigt, dass ihr Aufbau im Vergleich zu den Sd.Kfz. 222 (2 cm) und den Sd.Kfz. 223 (Fu) im Kampfeinsatz nicht genügend Potential für eine Weiterentwicklung oder Aufrüstung boten.
Die Verluste dieser Fahrzeuge der ersten Kriegsjahre waren zum größten Teil auf die schwache Panzerung zurückzuführen, da auch Panzerbüchsen und erst recht die bereits verbreiteten französischen 25 mm- und 47 mm-Panzerabwehrkanonen sowie die von den polnischen Streitkräften verwendete Bofors 37-mm-PaK das Fahrzeug zerstören konnten. In der Folge wurden die Fahrzeuge teils als leicht gepanzertes Verbindungsfahrzeug zwischen Gefechtsständen eingesetzt.
Nachdem sich das Erfordernis nach mehr Feuerkraft gezeigt hatte, wurde die Aufgabe des Sd.Kfz. 221 von den Panzerspähwagen Sd.Kfz. 222 übernommen.

## Sd.Kfz. 222 & Sd.Kfz. 223 (Abgrenzung)

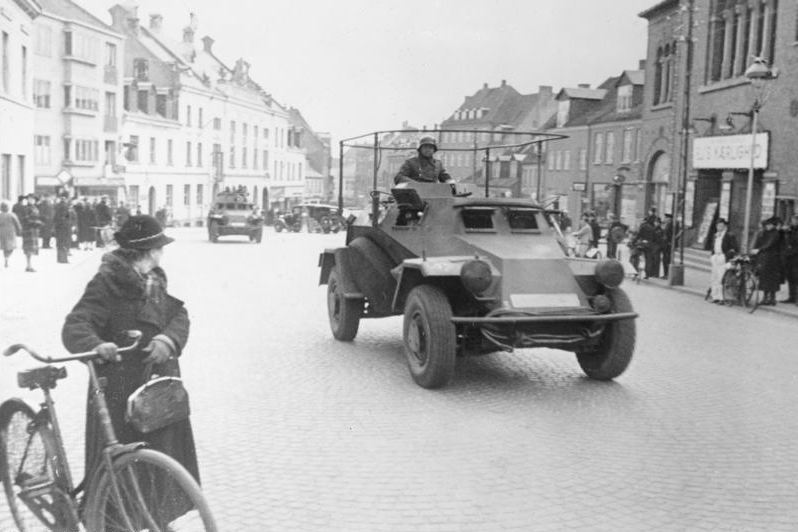
Ein Sd.Kfz. 223 in Viborg während der Besetzung Dänemarks

Das Sd.Kfz. 222 (2 cm) und das Sd.Kfz. 223 (Fu) wurden zeitgleich mit dem Sd.Kfz. 221 entwickelt und in Dienst genommen. Während das Sd.Kfz. 222 mit der „schweren“ Bewaffnung, entsprechend dem leichten deutschen Pz.Kpfw. II, als Sicherung des Aufklärungszuges diente, sollte das Sd.Kfz. 223 mit seiner weiter reichenden Funkausrüstung (anfangs FuG 10, später FuG 12) die Meldungen der Sd.Kfz. 221 weitergeben. Durch den Waffenturm und die Funkanlage benötigten diese Fahrzeuge eine breitere Wanne, durch die dann auch Platz für ein drittes Besatzungsmitglied gegeben war.

## Museale Rezeption
Es gibt kein bekanntes vollständiges Fahrzeug mehr in einer Sammlung oder einem Museum. Seit längerem bemüht sich die Weald Foundation in Großbritannien darum aus verschiedenen vorhandenen Teilen ein Fahrzeug wiederaufzubauen.
Der Hintergrund und die Herkunft eines als Sd.Kfz. 221 im Royal Tank Museum of Jordan ausgestellten Fahrzeuges ist unklar. Es stellt eine frühe Ausführung dar.

## Vergleichbare Fahrzeuge
- Panhard 178